# 人生勝利組
《人生勝利組》是一部出品於2012年的馬其頓電影，內容聚焦在第二次世界大戰期間的馬其頓足球以及猶太人被驅逐出馬其頓等事件，講述一個關於戰時愛情和對足球的熱情的故事。馬其頓政府認為電影有益於國家利益，為此片的拍攝資助一百萬歐元。
影片改編自馬其頓足球俱樂部的眞實故事，有關猶太足球教練依內斯·史皮茨和內塔·柯恩（現改名瑪莉亞·蜜拉德諾芙絲卡）。蜜拉德諾芙絲卡是馬其頓猶太人大屠殺的倖存者，她於1998年時接受了南加州大學大屠殺基金會視覺歷史與教育機構的採訪。

## 演員表
- 沙希可·柯謝夫 飾 寇斯塔
- 卡塔琳娜·伊凡諾夫斯卡（英语：Katarina Ivanovska） 飾 青年蕾貝卡·柯恩
- Bedija Begovska 飾 老年蕾貝卡·柯恩
- 理查·賽梅爾（英语：Richard Sammel） 飾 魯道夫·史皮茨
- 雷·沙巴西亞（英语：Rade Šerbedžija） 飾 拉斐爾·柯恩
- 東尼·米哈伊洛夫斯基（英语：Toni Mihajlovski） 飾 龐丘
- 梅度·喬凡諾夫斯基（英语：Meto Jovanovski (actor)） 飾 拉比

## 反響
此片代表馬其頓於第85屆奧斯卡金像獎競逐奧斯卡最佳外語片獎，但最終未獲提名。

## 外部連結
- 互联网电影数据库（IMDb）上《人生勝利組》的资料（英文）
- 開眼電影網上《人生勝利組》的資料（繁體中文）